# Бохончик Олександр Володимирович
Олекса́ндр Володи́мирович Бохо́нчик — підполковник Служби безпеки України, учасник російсько-української війни, що відзначився у ході російського вторгнення в Україну. Герой України (2025).

## Життєпис
Під час російського вторгнення в Україну — підполковник Служби безпеки України. Брав участь у розробці дрона літакового типу, який дозволяє знищували російські БпЛА та зробив внесок у розвиток нового напряму протидії дронам. 
У ніч проти 6 серпня 2024 року група під керівництвом Олександра Бохончика ліквідувала всі шість ворожих БпЛА в районі відповідальності, завдяки цьому підрозділи Сил оборони зайшли на територію Курської області Російської Федерації фактично непоміченими. Загалом під керівництвом підполковника Олександра Бохончика на Курському напрямку знищено 169 дронів. Крім того, він навчив сім груп, які зараз самостійно ліквідують російські безпілотники.

## Нагороди
- Звання Герой України з врученням ордена «Золота Зірка» (20 січня 2025) — за особисту мужність і героїзм, виявлені у захисті державного суверенітету та територіальної цілісності України, самовіддане служіння Українському народові[2]. Орден вручив у Києві 6 лютого 2025 року Президент України Володимир Зеленський[1].